# آرکادیا (کارولینای جنوبی)
آرکادیا (به انگلیسی: Arcadia) یک منطقهٔ مسکونی در ایالات متحده آمریکا است که در شهرستان اسپارتانبرگ، کارولینای جنوبی واقع شده‌است. آرکادیا ۵٫۰۸۷ کیلومتر مربع مساحت و ۲٬۶۳۴ نفر جمعیت دارد.